# Колосовка (Николаевская область)
Колосовка (укр. Колосівка) — село в Веселиновском районе Николаевской области Украины.
Основано в 1890 году. Население по переписи 2001 года составляло 288 человек. Почтовый индекс — 329732. Телефонный код — 5163. Занимает площадь 1,113 км².

## Местный совет
57032, Николаевская обл., Веселиновский р-н, с. Зелёное